# 파게르스타시

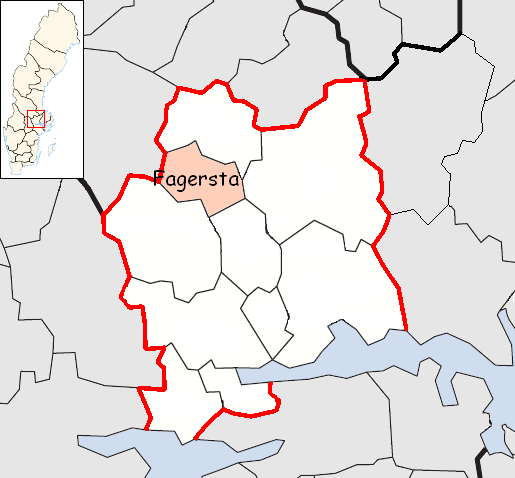
파게르스타 시의 위치

파게르스타시(스웨덴어: Fagersta kommun)는 스웨덴 베스트만란드주에 위치한 지방 자치체로 행정 중심지는 파게르스타이며 면적은 310.41km2, 인구는 13,445명(2016년 12월 31일 기준), 인구 밀도는 43명/km2이다.

시 문장